# Geert de Grooth
Geert de Grooth (Winschoten, 8 oktober 1892 - Wassenaar, 7 januari 1965) was een Nederlands jurist en politicus.
De Grooth was een zoon van Klaas Geerts de Grooth en Antje Feunekes. Hij werkte als advocaat en procureur te Rotterdam en werd hoogleraar in het burgerlijk recht te Leiden. Hij was lid van de Eerste Kamer der Staten-Generaal. Als lid van de VVD- fractie was prof. de Grooth in 1957, op juridische gronden, een van de vier senatoren die tegen het door minister Jelle Zijlstra verdedigde verdrag (het Verdrag van Rome) inzake de Europese Economische Gemeenschap (EEG) stemde.
- Biografisch Portaal: 04113580
- International Standard Name Identifier: 0000 0000 8002 0378
- Library of Congress Control Number: no2007001764
- Nederlandse Thesaurus van Auteursnamen: 071213422
- Parlement.com: vg09ll1agmvg
- Système universitaire de documentation: 15906855X
- Virtual International Authority File: 71159414
- WorldCat: E39PBJcWrhHbBGhrkqpFQYWFKd